# Interbank offered rate
 (juin 2012).
Si vous disposez d'ouvrages ou d'articles de référence ou si vous connaissez des sites web de qualité traitant du thème abordé ici, merci de compléter l'article en donnant les références utiles à sa vérifiabilité et en les liant à la section « Notes et références ».
IBOR est le sigle générique d'Interbank Offered Rate, ou taux interbancaire offert, c'est-à-dire le taux auquel une banque de première catégorie, à un moment donné et pour une échéance donnée, prête à une autre banque de première catégorie en blanc (en anglais : unsecured lending), c'est-à-dire sans que le prêt soit gagé par quelque actif que ce soit, comme des titres de créances négociables ou des valeurs mobilières.

## Le prêt interbancaire «en blanc»
Le prêt en blanc est à la fois l'opération la plus risquée, la plus encadrée par la règlementation interne bancaire et la plus coûteuse (en utilisation du capital ou en poids dans certains ratios prudentiels) du marché monétaire, c'est donc l'une des moins fréquentes et des moins importantes en montant global. De plus, les transactions en blanc ont tendance à s'effectuer pour des échéances courtes, ce qui consomme moins en lignes de crédit et en capital. Elles ont également tendance à éviter de franchir une date de bilan, comme en particulier le 31 décembre.
Néanmoins, paradoxalement, c'est sur ce petit marché que repose une bonne partie du marché immense des produits dérivés financiers.

## Les indices IBOR

### Zone Euro: l'Euribor
Ont notamment disparu juridiquement, au profit de l'Euribor, le 1er janvier 1999 :
- le PIBOR, de Paris, pour le franc français (FRF), qui donnait lieu à un marché dérivé très actif;
- le FIBOR, de Francfort, (DEM), qui n'avait jamais vraiment réussi à s'imposer face au Libor Deutschemark;
- l'AIBOR, d'Amsterdam, pour le florin (NLG).

Le RIBOR de Rome (ITL) semble avoir disparu plus tardivement.

### Autres indices IBOR
- BIBOR : Bangkok - THB
- BRIBOR : Bratislava SKK
- CIBOR : Copenhague - DKK - Banque Nationale du Danemark
- EIBOR : différentes monnaies - Émirats arabes unis
- HIBOR : Hong Kong - HKD
- JIBOR : Jakarta - IDR Bank Indonesia
- KIBOR : Karachi - PKR
- MIBOR : Madrid - indice domestique, non remplacé par l'EURIBOR bien que proche de celui-ci, utilisé pour des prêts hypothécaires
- MIBOR : Mumbai - INR
- MIBOR : Moscou - RUB - Banque Centrale de Russie
- NIBOR : Norvège - NOK - Banque de Norvège
- PRIBOR : Prague CZK - Banque de République Tchèque
- SHIBOR: shanghai - CNY(http://www.shibor.org/shibor/web/html/index.html)
- SIBOR - Singapour - diverses devises dont le SGD
- STIBOR : Stockholm - SEK - Banque de Suède
- TIBOR : Tokyo - JPY - indice domestique
- WIBOR : Varsovie - PLN
- ZIBOR : Zagreb - HRK - caduc depuis 2020[1]

Cette liste n'est pas exhaustive.